# 广瓢蜡蝉属
广瓢蜡蝉属（学名：Macrodaruma）是瓢蜡蝉科下的一个属。

## 下属物种
本属包括以下物种：
- Macrodaruma brevinaso Constant & Pham, 2014
- 广瓢蜡蝉 Macrodaruma pertinax Fennah, 1978